# ラーメン堂仙台っ子
ラーメン堂仙台っ子（ラーメンどうせんだいっこ）とは、宮城県で展開しているラーメン店・ご当地グルメ店。

## 概要
1995年、仙台市国分町にて1号店を開業。店名の由来は「仙台を代表するラーメンに」という想いからつけられたもの。
スープは豚骨をベースに、特製のしょうゆダレを加えた豚骨しょうゆ。
それぞれの店舗で一から作っているため、スープはどの店も共通だが店舗ごとに味が異なる（本店のみあっさり系とこってり系が選べる）。
麺はモンゴルのかんすいで匂いを抑え、独自にブレンドした小麦粉で作られた中太麺。
野菜は契約農家で栽培しており、米「ひとめぼれ」の自社栽培も行なっている。

## 店舗一覧
13店舗（直営店6店舗、独立店7店舗）